# David Copperfield (boek)
David Copperfield is een victoriaanse roman van Charles Dickens uit 1850.
Zoals indertijd tamelijk gebruikelijk was, had het boek in werkelijkheid een langere titel: The Personal History, Adventures, Experience and Observation of David Copperfield the Younger of Blunderstone Rookery (which he never meant to be published on any account). Zoals de meeste van de boeken van Dickens verscheen het eerst als feuilleton; in dit geval in de periode 1848–1850.
Zowel voor als na David Copperfield schreef Dickens zeven romans. David Copperfield is dus letterlijk het middelpunt van zijn werk en het werd door Dickens gezien als zijn favoriete boek.

## Analyse
In dit boek komen nogal wat elementen voor uit Dickens' eigen leven, en daarmee is David Copperfield waarschijnlijk de meest autobiografische roman van Dickens.
Het verhaal wordt verteld vanuit het ik-perspectief van David Copperfield. Dit was de eerste roman waarin Dickens deze verteltechniek toepaste.
David Copperfield is een bildungsroman en een invloedrijk werk in dit genre. Het thema is de emotionele, morele en intellectuele ontwikkeling van de hoofdpersoon. Hij leert om de eerste impuls te onderdrukken, en dat geldt voor alle relaties en personages in de roman.
De personages behoren in het algemeen tot een van drie groepen: degenen die emotioneel/moreel ontwikkeld zijn, degenen die dat niet zijn en degenen die de ontwikkeling doormaken. In de eerste categorie vallen onder anderen de volwassen en zorgzame Agnes Wickfield en de vergevingsgezinde en genereuze Mr. Peggotty. De hebberige Uriah Heep en de egocentrische James Steerforth behoren tot de tweede groep. In de laatste categorie valt David zelf, die door ervaring leert betere keuzes te maken in persoonlijke relaties, en zijn tante Betsey Trotwood, die in het begin weinig aandacht heeft voor anderen en de waarde daarvan leert in de loop van de tijd.
Dickens gebruikt contrast om de verschillen in karakter te benadrukken. Zo staat Agnes Wickfield tegenover Dora Spenlow: Dora kan niet omgaan met stress en huilt snel terwijl Agnes kalm blijft onder vrijwel alle omstandigheden. Andere tegenstellingen zijn die tussen Ham en Mr. Peggotty en tussen Mrs. Steerforth en Miss Dartle. Dat desondanks David Copperfield niet stijf en onnatuurlijk aandoet is te danken aan het vakmanschap van Dickens.
De keiharde realiteit van het fabrieksarbeidersbestaan waarin de hoofdpersoon belandt weerspiegelt Dickens' eigen ervaringen.

## Het verhaal
David Copperfield wordt rond 1810 geboren in het Engelse Blunderstone. Zijn vader overlijdt nog voordat hij is geboren en zeven jaar later trouwt Davids moeder met Mr. Murdstone. David heeft een hekel aan zijn stiefvader en diens zuster Jane, die ook in huis komt wonen. Terecht, want Mr. Murdstone mishandelt David omdat hij achterloopt met zijn studie. Bovendien staat Mr. Murdstone geen enkele affectie toe tussen David en zijn moeder, noch met het lieve dienstmeisje Clara Peggotty. Jane Murdstone is al net zo erg als haar broer. Tijdens een pak slaag bijt David zijn stiefvader, waarna hij naar een kostschool, Salem House, wordt gestuurd, waar schoolhoofd Mr. Creackle met harde hand regeert. David raakt bevriend met James Steerforth en Tommy Traddles (die in dickensiaanse stijl vertrekken en later in de roman terugkeren).
Als David in de vakantie thuiskomt, heeft zijn moeder weer een zoontje gekregen. Kort nadat David is teruggekeerd naar Salem House komen zowel zijn moeder als zijn broertje echter te overlijden en David moet onmiddellijk naar huis komen. Mr. Murdstone stuurt hem nu naar een fabriek in Londen waarvan hij mede-eigenaar is. David wordt gehuisvest bij Wilkins Micawber, waarmee hij een hechte vriendschap sluit. Mr. Micawber wordt later naar de gevangenis gestuurd omdat hij bankroet is gegaan, waardoor David zijn pied à terre kwijt is.
Teruggaan naar Mr. Murdstone is voor David geen optie. Hij loopt helemaal van Londen naar Dover, waar zijn enige bekende verwante, zijn excentrieke tante Betsey Trotwood, woont. Zij stemt ermee in hem op te voeden, ondanks een bezoek van Mr. Murdstone om de voogdij op te eisen. Tante geeft hem een nieuwe naam, Trotwood Copperfield, dat al snel wordt afgekort tot "Trot". Beide namen worden in het vervolg gebruikt. Degenen die via Betsey Trotwood met David kennismaken, noemen hem Trot.
Er volgen diverse verhaallijnen terwijl David verder opgroeit. David kan goed opschieten met de trouwe bediende Peggotty, haar familie en de wees Little Em'ly die bij hen woont en van wie David erg gecharmeerd is. Davids oude schoolvriend Steerforth verleidt Little Em'ly en onteert haar door haar weg te lokken bij haar eigenlijke verloofde, Ham. David maakt kennis met de dochter van de huisbaas, Agnes Wickfield. Zij is iemand bij wie hij zijn hart kan luchten. De misdaden van Uriah Heep, de frauduleuze boekhouder van Agnes' vader, worden uiteindelijk met de hulp van Micawber aan het licht gebracht.
Mr. Peggotty brengt Em'ly, die na haar omzwervingen met Steerforth uiteindelijk volkomen onteerd weer bij haar familie belandt, uiteindelijk veilig naar Australië waar zij een nieuw leven begint. Mrs. Gummidge en de Micawbers gaan met hen mee.
David trouwt de mooie maar naïeve Dora Spenlow, die vrij kort na hun huwelijk overlijdt. David is diepbedroefd en hij hertrouwt enige tijd later met Agnes, die heimelijk altijd al van hem hield en voor de zieke Dora zorgde. Ze worden alsnog gelukkig met twee zoons en ten slotte een dochter (die, naar haar peettante, Betsey Trotwood Copperfield wordt genoemd).

## Personages
David CopperfieldDe hoofdpersoon, later door sommigen ook Trotwood Copperfield genoemd. De vader van de hoofdpersoon, die voor diens geboorte al is overleden, heet eveneens David Copperfield.
Clara CopperfieldDavids lieve en naïeve moeder. Zij sterft na de geboorte van haar tweede kind, terwijl David op de kostschool is.
Clara PeggottyDe trouwe en lieve bediende van de familie Copperfield. In het verhaal wordt ze meestal alleen bij haar achternaam genoemd, om verwarring met Davids moeder te voorkomen. Na haar huwelijk met Mr. Barkis heet ze Mrs. Barkis, maar voor David blijft het Peggotty.
Betsey TrotwoodDavids temperamentvolle en eigenzinnige doch goedhartige tante. Zij is aanwezig bij de geboorte van David en maakt zich de illusie dat er een meisje geboren zal worden dat Betsey Trotwood zal heten. Als blijkt dat de nieuwe wereldburger een jongetje is, is ze niet meer geïnteresseerd en vertrekt ze. Naderhand beschermt ze David nadat hij bij de Murdstones is weggelopen. Als tante Betsey door de malversaties van Uriah Heep financieel geruïneerd is, zijn de rollen omgekeerd en zoekt ze onderdak bij David.
Mr. ChillipEen verlegen dokter die bij de bevalling van David helpt en oog in oog staat met een zeer boze Betsey Trotwood als hij vertelt dat Clara een jongen in plaats van een meisje heeft gekregen.
Mr. BarkisEen koetsier die later met Peggotty trouwt. Bij zijn dood, tien jaar later, laat hij haar £3000 na.
Mr. Edward MurdstoneDe wrede stiefvader van David die hem stokslagen geeft als hij achter loopt met zijn studie. Nadat David hem daarbij heeft gebeten stuurt hij David naar de kostschool Salem House van zijn vriend Mr. Creakle. Na de dood van Davids moeder stuurt hij David naar een fabriek om wijnflessen schoon te maken. Als David onderdak zoekt bij Betsey Trotwood, komt Murdstone op bezoek om David op te eisen, maar Betsey veegt hem de mantel uit. Later blijkt hij hertrouwd te zijn en zijn oude strenge opvoedmethodes nog steeds te hanteren.
Miss Jane MurdstoneDe al even wrede zus van Mr. Murdstone die bij hem en Clara intrekt na hun huwelijk. Later trekt zij ook in bij haar broer als hij hertrouwd is. Zij is later de gouvernante van Dora Spenlow, die ook een hekel aan haar heeft.
Baas (Daniel) PeggottyDe broer van Clara Peggotty. Een bescheiden doch genereuze binnenvaartschipper die zijn neef Ham en nicht Em'ly onder zijn hoede neemt als zij wees zijn geworden. Nadat Em'ly is verdwenen reist hij stad en land af om haar te zoeken en vindt haar als prostituee in Londen. Later emigreren zij naar Australië.
Little Em'lyEen nicht van Mr. Peggotty. David trekt in het begin van het verhaal veel met haar op. Zij verlaat haar oom voor een romance met Steerforth en keert terug als Steerforth haar in de steek laat. Zij emigreert naar Australië met Daniel nadat ze uit het Londense bordeel is gered.
HamEen goedhartige neef van Mr. Peggotty. Hij is de verloofde van Em'ly voordat zij er met Steerforth vandoor gaat. Hij sterft bij een poging een zeeman (naar later blijkt Steerforth) te redden van een scheepswrak.
Mrs. GummidgeDe weduwe van de partner van Daniel Peggotty. Een eenzame vrouw die veel tijd besteedt aan klagen over haar overleden man. Ook zij gaat mee naar Australië.
MarthaEen jonge vrouw met een slechte reputatie die Daniel Peggotty helpt zijn nicht te vinden.
Mr. CreakleHet harde, norse schoolhoofd van Davids kostschool en vriend van Mr. Murdstone. Hij heeft de pik op David.
James SteerforthEen oudere leerling van Salem House. Een romantische en charmante figuur en vriend van David. Hij wordt door de meeste mensen aardig gevonden, maar blijkt later een slappeling die Em'ly verleidt en verlaat. Hij sterft in Yarmouth als schipbreukeling, samen met Ham Peggotty die hem probeert te redden. David maakt dit alles van dichtbij mee als toeschouwer.
Tommy TraddlesDavids vriend in Salem House. Hij is vaak poppetjes aan het tekenen en hij doet kinderspelletjes met zijn schoonfamilie. Hij speelt een belangrijke rol bij de ontmaskering van Uriah Heep.
Mr. MicawberVriendelijke huisbaas van de jonge David en later van Traddles. Hij spreekt graag in ingewikkelde, vormelijke zinnen en loopt vaak een wijsje te neuriën. Hij heeft financiële problemen en zit daarvoor kort in de gevangenis. Later komt hij als klerk in dienst bij het kantoor van Mr. Wickfield – waar Uriah Heep inmiddels de leiding heeft overgenomen – en ontdekt hij de malversaties van Uriah. Ten slotte emigreert hij naar Australië waar hij carrière maakt bij de overheid. Micawber wordt neergezet als een sympathiek persoon, zelfs als Dickens zijn financiële dwaasheden beschrijft. Dickens' vader zat hiervoor net als Micawber korte tijd in de gevangenis.
Mrs. MicawberDe vrouw van Mr. Micawber die steeds benadrukt dat ze haar man nimmer zal verlaten. Ze zegt dat haar man veel talenten heeft en ongetwijfeld ergens werk kan vinden, maar dat blijkt in de praktijk erg tegen te vallen.
Mr. DickEen beetje ontspoorde doch vriendelijke man die bij Betsey Trotwood woont. Zijn ware naam is Richard Babley, maar die naam wordt nooit gebruikt. Hij houdt zich bezig met het schrijven van een geschiedenisboek, waarbij hij steeds op koning Karel I stuit. Verder houdt hij van vliegeren. Betsey Trotwood en Mr. Dick hebben veel achting voor elkaar.
Dr. StrongHet hoofd van de school in Canterbury waar David naartoe gaat nadat hij naar tante Betsey is gevlucht.
Anne StrongDe jonge echtgenote van Dr. Strong. Zij is loyaal aan haar man en vreest desondanks dat haar man haar ervan verdenkt een affaire te hebben met Jack Maldon.
Jack MaldonEen neef en jeugdvriend van Anne Strong. Hij blijft haar aanbidden en probeert haar te verleiden Strong te verlaten en met hem mee te gaan. Zijn moeder noemt hem John.
Mr. WickfieldDe vader van Agnes Wickfield en jurist van Betsey Trotwood met een neiging tot alcoholisme. Als David in Canterbury op school gaat, komt hij bij Mr. Wickfield te wonen.
Agnes WickfieldDe rijpe en lieve dochter van Mr. Wickfield en een goede vriendin en later de tweede echtgenote van David. Tijdens Davids schooltijd in Canterbury groeien ze als broer en zus op.
Uriah HeepDe boekhouder van Mr. Wickfield. Hij gedraagt zich, evenals zijn moeder, heel onderdanig en nederig, wat hij steeds benadrukt als hij iets zegt. David heeft een hartgrondige hekel aan hem. Later blijkt hij geld te hebben gestolen en verdwijnt daarvoor in de gevangenis.
Mrs. SteerforthEen vermogende weduwe, de moeder van James Steerforth.
Miss DartleEen nicht van James Steerforth en een vreemde vrouw met scherpe tong die woont bij Mrs. Steerforth. Heimelijk is ze verliefd op Steerforth en ze verwijt anderen, zoals Em'ly en zelfs James' moeder, dat ze hem verwennen.
Mr. SpenlowWerkgever van David in de periode dat hij werkt als stagiair-advocaat. Vader van Dora Spenlow. Het bevalt hem niet dat Dora en David met elkaar omgaan. Hij sterft plotseling aan een hartaanval terwijl hij met zijn koets naar huis rijdt.
Dora SpenlowDe mooie, naïeve dochter van Mr. Spenlow. Ze heeft een heimelijke relatie met David die door Dora's gouvernante – de gehate Miss Murdstone – wordt ontdekt. Dora's vader maakt dan een onmiddellijk einde aan de relatie, maar als hij overlijdt kunnen ze alsnog trouwen. Aan het huwelijk komt een einde als Dora overlijdt.

## Versies in film, theater en op televisie
Enkele bewerkingen zijn:
- David Copperfield (?) – de theaterversie van Andrew Halliday kreeg de goedkeuring van Dickens zelf
- David Copperfield (1911) – de oudst bekende filmbewerking van het boek, onder regie van Theodore Marston
- David Copperfield (1922) – een Deense film onder regie van A.W. Sandberg
- Personal History, Adventures, Experience, and Observation of David Copperfield the Younger (1935) – onder regie van George Cukor
- David Copperfield (1966) – een 13-delige televisieserie met Ian McKellen als David
- David Copperfield (1969) – onder regie van Delbert Mann
- David Copperfield (1999) – een televisiefilm van de BBC, vertoond op 25/26 december 1999, met Daniel Radcliffe als de jonge David en Ian McKellen als de schoolmeester Creakle
- David Copperfield (2000) – een Amerikaanse televisieversie met Sally Field, Anthony Andrews, Paul Bettany, Edward Hardwicke, Michael Richards en Nigel Davenport, en met Hugh Dancy en Max Dolbey respectievelijk als volwassen en jonge Copperfield
- David Copperfield (2006) – een theatervoorstelling
- David Copperfield (2007) – een theatervoorstelling door Koningstheateracademie te 's-Hertogenbosch
- David Copperfield (2007/2008) – door jeugdtheaterschool Rabarber in Theater aan 't Spui te Den Haag onder regie van Wim Serlie
- The Personal History of David Copperfield (2019) – verfilming van het boek

## Publicatie
Zoals de meerderheid van Charles Dickens' romans, werd David Copperfield uitgegeven in 19 maandelijkse delen van één shilling per stuk. Ieder deel bestond uit 32 pagina's tekst en twee illustraties; het laatste deel was een dubbel nummer:
- I – mei 1849 (hoofdstukken 1-3);
- II – juni 1849 (hoofdstukken 4-6);
- III – juli 1849 (hoofdstukken 7-9);
- IV – augustus 1849 (hoofdstukken 10-12);
- V – september 1849 (hoofdstukken 13-15);
- VI – oktober 1849 (hoofdstukken 16-18);
- VII – november 1849 (hoofdstukken 19-21);
- VIII – december 1849 (hoofdstukken 22-24);
- IX – januari 1850 (hoofdstukken 25-27);
- X – februari 1850 (hoofdstukken 28-31);
- XI – maart 1850 (hoofdstukken 32-34);
- XII – april 1850 (hoofdstukken 35-37);
- XIII – mei 1850 (hoofdstukken 38-40);
- XIV – juni 1850 (hoofdstukken 41-43);
- XV – juli 1850 (hoofdstukken 44-46);
- XVI – augustus 1850 (hoofdstukken 47-50);
- XVII – september 1850 (hoofdstukken 51-53);
- XVIII – oktober 1850 (hoofdstukken 54-57);
- XIX-XX – november 1850 (hoofdstukken 58-64).